# Rio Pimenta
O rio Pimenta é um curso d'água localizado em São Luís.
Nasce no Turu e percorre 2,5 km, cortando a Avenida dos Holandeses, e passando pelos bairros Parque Shalon, Jardim Primavera, Cohajap e Jardim Olho d’ Água. Outros estudiosos apontam a nascente no bairro da Cohama, quando passaria a ter extensão de 3,1 km.
A foz do rio funciona como limite entre a praia do Calhau (ou do Caôlho) e a do Olho d'Água. O outro extremo da Praia do Calhau é o rio Calhau.
A poluição do rio Pimenta representa forte prejuízo à balneabilidade das praias da capital, de forma que a partir de 2015 foi iniciado um programa de despoluição, com a construção de estações elevatórias e redes coletoras.